# إميليا باردو باثان
إميليا باردو باثان (بالإسبانية: Emilia Pardo Bazán) كاتبة وروائية وناقدة أدبية إسبانية، وُلدت في لا كورونيا عام 1851. في سن السابعة عشر، تزوجت من خوسيه كيروجا إيه بيريث دي ديثا وانتقلت للعيش في مدريد. كانت امرأة واسعة الثقافة حيث قامت بالعديد من السفريات. تنتمي باردو باثان إلى تيار الواقعية، فيما تعد من رواد تيار الطبيعية في إسبانيا. تبرز مقالة المسألة الملحة عام 1883 من بين دراساتها عن الأدب المعاصر، التي أظهرت بها عدم قبولها للمادية الطبيعية، فقد دافعت عن الأداء الواقعي. يتميز أسلوبها بالحيوية وبالتعمق في المشكلات والمواقف الصعبة. كتبت مئات القصص التي نُشرت مُجمعة مثل: حكايات ماريانيلا. لكن إنتاجها الأدبى يتمتع بقدر كبير من الأهمية في فن الرواية مثل سفر الزوجين، التي تتناول قصة زواج بين رجل ناضج من شابة غير متعلمة وثرية؛ المنبر، الرواية الأكثر طبيعية في روايتها، حيث تصف الحياة القاسية لأحد العمل في مصنع للتبغ. وبالمثل هناك الكثير من أعمال الكاتبة ذات أهمية كبيرة مثل أديرة أُويوا والطبيعة الأم، مع إدراج الشخصيات والمناظر الجاليسية مع حجة عاطفية وأحيانًا عنيفة. وتوفيت في مدريد عام 1921.

## روابط خارجية
- إميليا باردو باثان على موقع الموسوعة البريطانية (الإنجليزية)
- إميليا باردو باثان على موقع ميوزك برينز (الإنجليزية)
- إميليا باردو باثان على موقع ديسكوغز (الإنجليزية)